# Grub-Harthausener Trockental

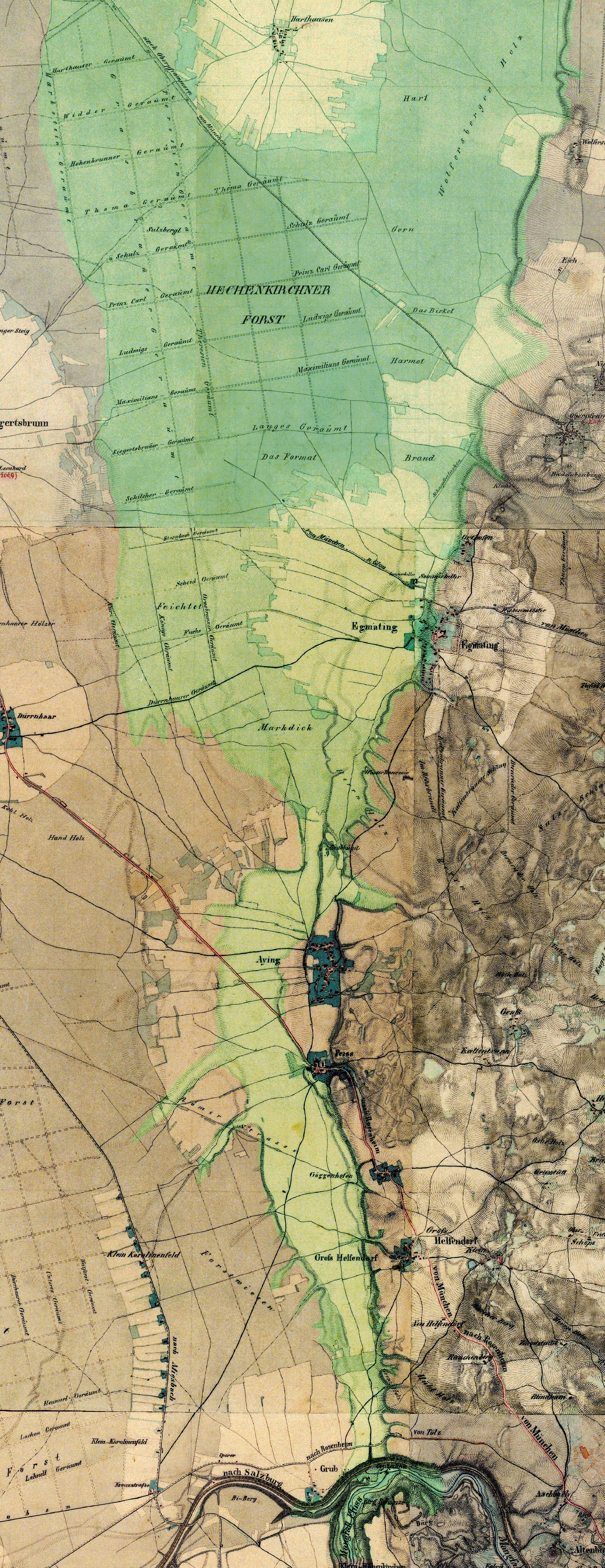
Verlauf auf einer Karte von 1875–77

Über das Grub-Harthausener Trockental flossen nach der Würm-Eiszeit vor 20.000 bis 14.000 Jahren Teile des Isar-Loisach-Gletschers, des Inngletschers, sowie die kleineren Gletscher aus den Tälern des Tegernsees, Schliersees und der Leitzach ab.

## Entstehung
Am so genannten Mangfallknie in der Gemeinde Valley trafen drei Flüsse zusammen: Von Westen kommend der vom Isargletscher gespeiste Teufelsgraben und von Süden die Ur-Mangfall mit den Schmelzwassern der Mangfall, der Schlierach und der Leitzach. Von Osten floss, entgegengesetzt zur heutigen Fließrichtung, der Schmelzwasserstrom des Inngletschers zu.
Ab dem Mangfallknie führte die Entwässerungsrinne der Ur-Mangfall durch das heutige Grub-Harthausener Trockental weiter nach Norden. Nach Angaben des Departments für Geo- und Umweltwissenschaften der Ludwig-Maximilians-Universität München „ist dieses Phänomen im bayerischen Voralpenland nur hier in dieser Deutlichkeit erkennbar“.

## Weitere Entwicklung
Als der Inngletscher abschmolz, änderte der Strom die Richtung und führte ostwärts Richtung Inn. Als Folge davon trocknete die Grub-Harthausener Schmelzwasserrinne aus. Der Talboden des Teufelsgraben liegt heute circa 40 Meter tiefer als die Sohle des Trockentals.
Seit dem Rückzug des Isargletschers fließt das verbleibende Wasser im Bett der Isar nach Norden und der Teufelsgraben fiel ebenfalls trocken. So befindet sich heute die Sohle des Mangfallknies 55 Meter tiefer als der Graben nach Norden.

## Lage
Beginnend vom Mangfallknie führt das Trockental circa 16 km nach Norden bis etwa zum Grasbrunner Ortsteil Harthausen.